# Polydore Veirman
Polydorus Julius Leo (Polydore) Veirman (Gent, 23 februari 1881 - 1951) was een roeier uit België en was lid van de Koninklijke Roeivereniging Club Gent. Hij nam tweemaal deel aan de Olympische Spelen en won hierbij twee zilveren medailles.

## Loopbaan
Veirman werd tussen 1901 en 1908 driemaal Europees kampioen in de acht met stuurman. Hij nam deel aan de Olympische Zomerspelen 1908 in Londen als onderdeel van de acht met stuurman van de Koninklijke Roeivereniging Club Gent. Hij behaalde de zilveren medaille. Met de Gentse acht won hij ook twee keer de Grand Challenge Cup op de Henley Royal Regatta.
Veirman werd in 1912 ook Europees kampioen skiff. Op de Olympische Zomerspelen 1912 van Stockholm, Zweden nam hij deel op dit onderdeel. Hij behaalde een olympische zilveren medaille.
Na zijn actieve carrière werd hij trainer bij Union Nautique de Liège. Omwille van zijn verdiensten voor de roeisport werd hij in 1947 ridder in de Orde van Leopold II.

## Palmares

### skiff
- 1911:  BK
- 1911:  EK op het Comomeer
- 1912:  BK
- 1912:  EK in Genève
- 1912:  OS in Stockholm - 7.56,0
- 1913:  BK

### vier
- 1908:  EK in Luzern
- 1909:  EK in Parijs

### acht
- 1901:  BK
- 1901:  EK in Luzern
- 1907:  BK
- 1907:  EK in Straatsburg/Kehl
- 1907:  Grand Challenge Cup op de Henley Royal Regatta
- 1908:  BK
- 1908:  EK in Luzern
- 1908:  OS in Londen
- 1909:  Grand Challenge Cup op de Henley Royal Regatta